# Галеро

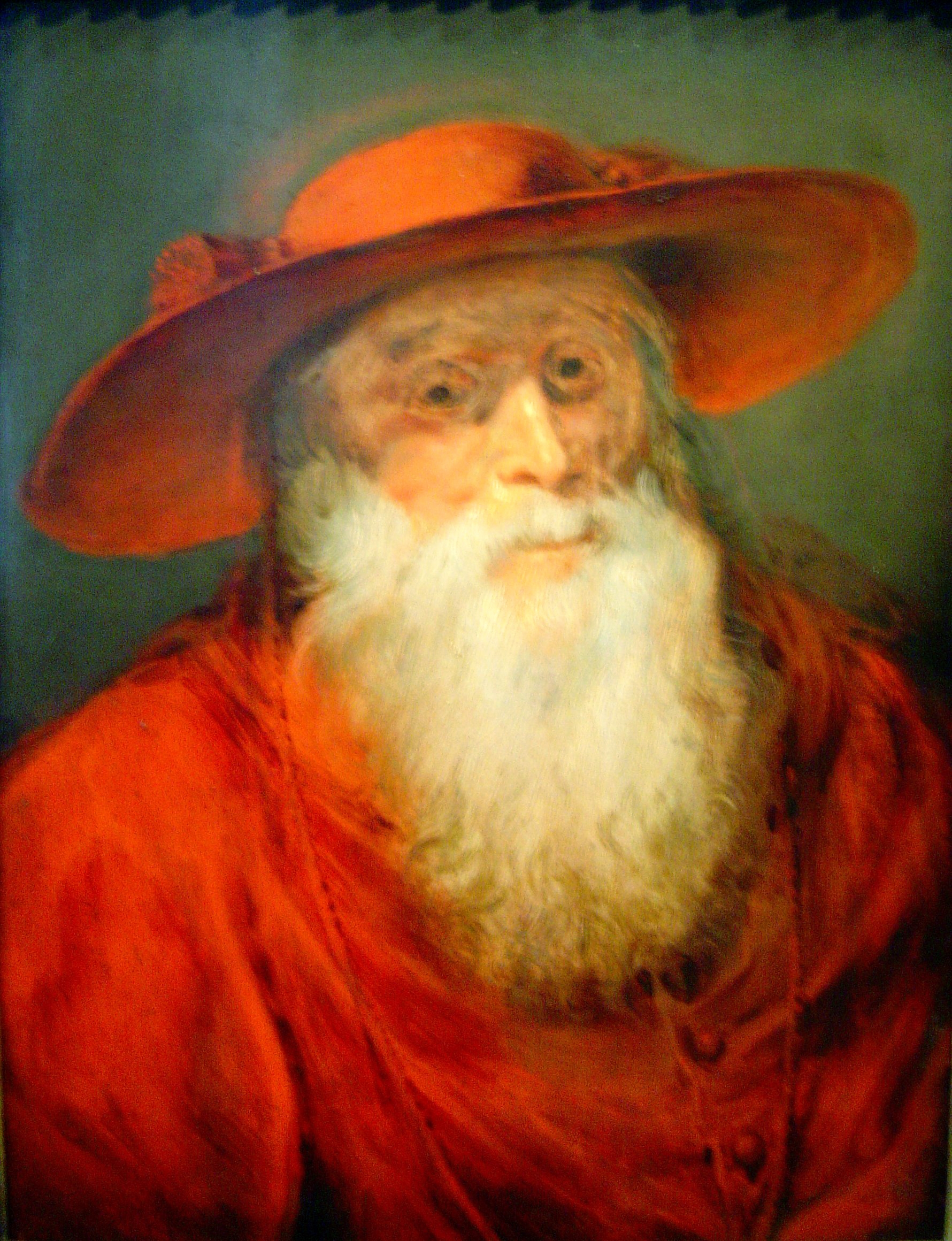
Рубенс. Святий Ієронім, прибл. 1625

Оздоблення герба архієпископа у ранзі кардинала. (Розрізняються архієпископський процесійний хрест за щитом герба та червоний Ґалеро з 30-ма китицями

Гале'ро (італ. galero, від лат. galerum), кардинальський капелюх — великий, плоский, червоний капелюх із широкими крисами, з обох боків якого звисають по 15 китиць. Галеро є геральдичною відзнакою сану кардинала. Зображення галеро зону присутні на гербах церковних сановників.

## Історія
Після тривалих суперечок з німецьким імператором, Папа Іннокентій IV тікає з Риму до Ліону. На різдво 1245 року, під час Першого Ліонського собору, Папа призначає 13 нових кардиналів, вперше вручивши їм нові червоні капелюхи, що потім стане галеро.
Спочатку Папа давав галеро кардиналам при їх святковому призначенні. Після смерті папи, капелюх висів на його могилі, допоки його тіло не перетворювалося на прах, як нагадування про минущість земного життя. 

## Геральдика
Галеро на гербах кардиналів — червоний та з 30 китицями. На гербі патріархів зелений, також з 30 китицями і на гербах архієпископів — зелений, однак з 20 китицями. Також зелений галеро на гербах єпископів та абатів, однак має лише двічі по 6 китиць. Поряд із зеленим кольором використовують також фіолетовий та чорний кольори для розмежування різних рангів у церковній їєрархії

Герб римо-католицького патріарха (без рангу кардинала).
Герб Архієпископа (та митрополита — на гербі Паллій)
Герб Єпископа
Герб абата
Герб священників